# Sodoma i Gomorra (pel·lícula)
 Sodoma i Gomorra  (títol original en italià: Sodoma e Gomorra) és una pel·lícula pèplum franco-italiana dirigida per Robert Aldrich, estrenada el 1962. Va ser codirigida per Sergio Leone. Ha estat doblada al català.

## Argument[2]
Els hebreus han travessat el desert sota la conducta de Loth. S'instal·len sobre les ribes del Jordà, als peus de Sodoma. Els habitants de les dues ciutats de Sodoma i Gomorra són governats per la reina Berath. Per espiar Loth, la reina va a retre visita als hebreus i envia al seu cap la seva esclava favorita, Ildith...

## Repartiment
- Stewart Granger: Loth
- Pier Angeli: Ildith
- Stanley Baker: Astaroth
- Anouk Aimée: la reina Berah
- Rossana Podestà: Shuah
- Claudia Mori: Maleb
- Rik Battaglia: Melchior
- Giacomo Rossi Stuart: Ismael
- Scilla Gabel: Tamar
- Fédor Chaliapine fils: Alabias
- Daniele Vargas: Cap dels Elamites
- Enzo Fiermonte: Eber
- Giovanna Galletti: Malik
- Aldo Silvani: Nacor
- Anthony Steffen: el capità
- Gabriele Tinti: El tinent
- Mitsuko Takara: Orpha
- Massimo Pietrobon: Isaac
- Mimmo Palmara: Arno
- Francesco Tensi: 1r vell
- Liana del Balzo :	Ruth dona hebreu
- Primo Moroni: 2n vell
- Nazzareno Natale: soldat
- Pietro Ceccarelli: oficial de Sodoma
- Salvatore Furnari: el nan